# Зуум: Академия за супергерои
„Зуум: Академия за супергерои“ (на английски: Zoom) е американски супергеройски комедиен филм от 2006 г. на режисьора Питър Хюит, по сценарий на Адам Рифкин и Дейвид Бирънбаум. Базиран на детската книга „Amazing Adventures from Zoom's Academy“ от Джейсън Леткоу, във филма участват Тим Алън, Кортни Кокс, Чеви Чейс, Спенсър Бреслин и Рип Торн.